# أحمد الحمود الجابر الصباح
الشيخ أحمد الحمود الجابر الصباح (8 ديسمبر 1950) هو عسكري كويتي سابق، والنائب الأول لرئيس مجلس الوزراء وزير الداخلية الأسبق.

## عن حياته
سافر بعد حصوله على الثانوية العامة إلى المملكة المتحدة والتحق «بالكلية البحرية البريطانية» وحصل منها على شهادة الدبلوم. وبعد عودته للكويت عمل في سلك الداخلية، وكانت البداية كضابط في مخفر المباركية بالفترة من عام 1967 إلى عام 1969، ثم انتقل للعمل كضابط في المدينة الجامعية لجامعة الكويت وذلك إلى عام 1970 الذي انتقل فيها للعمل في وزارة الداخلية. وفي عام 1972 انتقل لإدارة العلاقات العامة في الوزارة وعمل بها فترة قصيرة إلى عام 1972 وعمل خلالها في تدعيم العمل الأمني. وفي عام 1973 عمل في إدارة التفتيش بالوزارة وذلك إلى عام 1988. في عام 1988 عُيِّن محافظًا لمحافظة الفروانية وكان أول محافظًا لها.

## المناصب الوزارية
في 20 أبريل 1991 وبعد تحرير الكويت من الغزو العراقي عين وزيرًا للداخلية، وأعيد تعيينه بنفس المنصب بتاريخ 17 أكتوبر 1992 وذلك بعد إجراء انتخابات مجلس الأمة لعام 1992، وبتعديل وزاري على الحكومة بتاريخ 13 أبريل 1994 عُيّن وزيرًا للدفاع، وظلَّ يتولى المنصب حتى استقالة الحكومة في 8 أكتوبر 1996 بعد إجراء انتخابات مجلس الأمة لعام 1996 وخرج من الحكومة ولم يتولى بعد ذلك أي عمل عام. في 9 فبراير 2010 عينه أمير الكويت الشيخ صباح الأحمد الجابر الصباح مستشارًا في الديوان الأميري. وفي 6 فبراير 2011 عين نائبًا لرئيس مجلس الوزراء ووزيرًا للداخلية، وأعيد تعيينه بنفس المنصب في 8 مايو 2011. وفي 13 ديسمبر من نفس العام عين نائبًا لرئيس مجلس الوزراء ووزيرًا للداخلية ووزيرًا للدفاع. وفي 14 فبراير 2012 عين نائبًا أول لرئيس مجلس الوزراء ووزيرًا للداخلية، وأعيد تعيينه بنفس المنصب في 19 يوليو 2012، كما عُيّن بنفس المنصب في 11 ديسمبر 2012.

### في المجال الرياضي
حصل خلال حياته على عضوية بعدد من الاتحادات الرياضية بالإضافة إلى عضويته في النادي العربي الكويتي. حيث كان نائبًا لرئيس النادي العربي بالفترة من عام 1974 إلى عام 1976، كما كان رئيسًا لاتحاد المبارزة وعضوًا في اللجنة الأولمبية الكويتية بالفترة بين عامي 1974 و1976. وفي الفترة من عام 1978 إلى عام 1984 كان نائبًا لرئيس الاتحاد الكويتي لكرة القدم، وبالفترة من عام 1980 إلى عام 1982 رأس لجنة المسابقات في الاتحاد الآسيوي لكرة القدم، كما كان نائبًا لرئيس الاتحاد العربي لكرة القدم بالفترة من عام 1978 إلى عام 1982، وأيضًا أمينًا لصندوق الاتحاد الآسيوي لكرة القدم بذات الفترة. وبين عامي 1985 و1986 رأس اللجنة الأولمبية الكويتية.

## أسرته
لدية من الأبناء:
- الشيخة شاهة.
- الشيخ حمود.
- الشيخ عبد الله.
- الشيخة شروق.